# Голубой патруль (фильм)
«Голубо́й патру́ль» — советский односерийный художественный фильм, снятый в 1974 году режиссёром Тимуром Золоевым.

## Сюжет
В деревню, которая расположена на берегу лимана, приезжают новая учительница географии и её брат, инспектор, тут же назначенный начальником рыбнадзора. Несмотря на сопротивление местных односельчан, инспектору рыбнадзора вместе с учительницей и сельскими ребятами удаётся привлечь к ответственности браконьеров.

## В ролях
- Ваня Кожухарь — Толя Симагин
- Владик Комаров — Витя Белоус
- Юрий Параскевич — Саша Топейко
- Серёжа Зуйков — Груша
- Наталья Борисевич — Эра
- Тоня Грамма — Катя
- Дмитрий Миргородский — Андрей Петрович Громов, инспектор, начальник рыбнадзора
- Галина Логинова — Татьяна Петровна, учитель географии
- Валерий Куксин — Жора Дахно, браконьер
- И. Жаров — Фомич, старик, главарь браконьеров
- В. Измайлов — Верещак, браконьер
- Николай Мерзликин — Лопатин, браконьер
- Лев Перфилов — «Боязливый», браконьер
- Юрий Муравицкий — отец Вити Белоуса
- Нина Антонова — мать Толи Симагина
- Виктор Полищук — Богдан Семёнович Храмусь, директор школы